# João Antunes
Pour les articles homonymes, voir Antunes.
João Antunes, né à Lisbonne le 30 septembre 1643 et mort à Lisbonne le 25 novembre 1712, est un architecte portugais, considéré comme l'un des plus importants de la période baroque au Portugal.
Il fait la transition entre les architectes formés à l'école du palais de Ribeira (Aula dos Paços da Ribeira) dans la tradition des architectes du seizième siècle et ceux de la période post-restauration dont le style est plus austère.

## Biographie

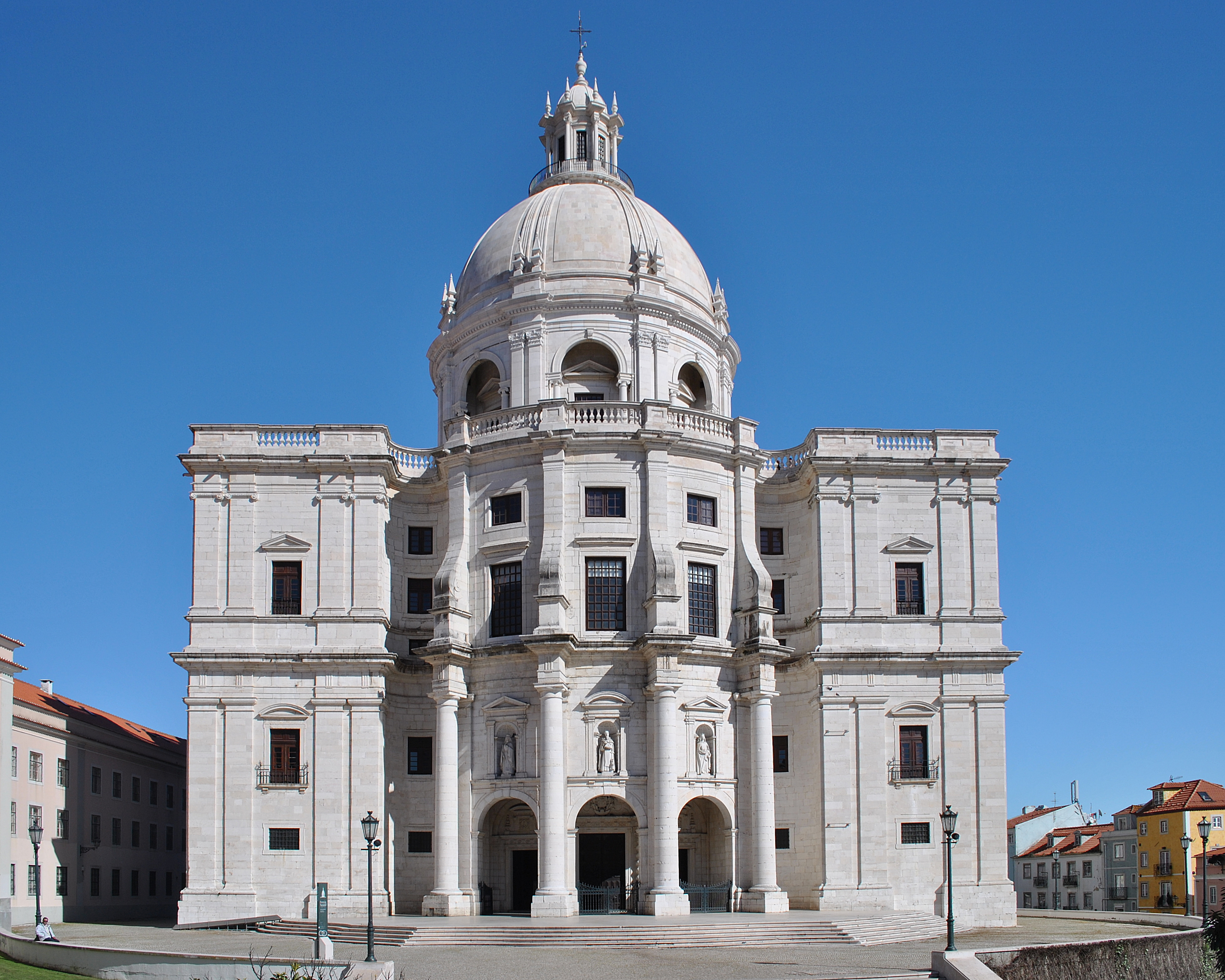
Église de Santa Engracia de Lisbonne (Panthéon national)

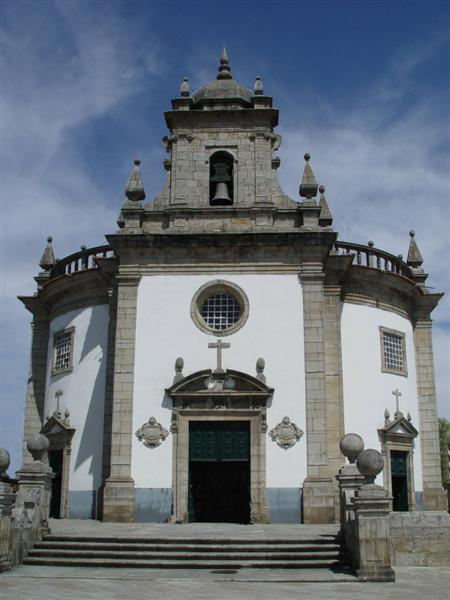
Église de Bom Jesus da Cruz de Barcelos

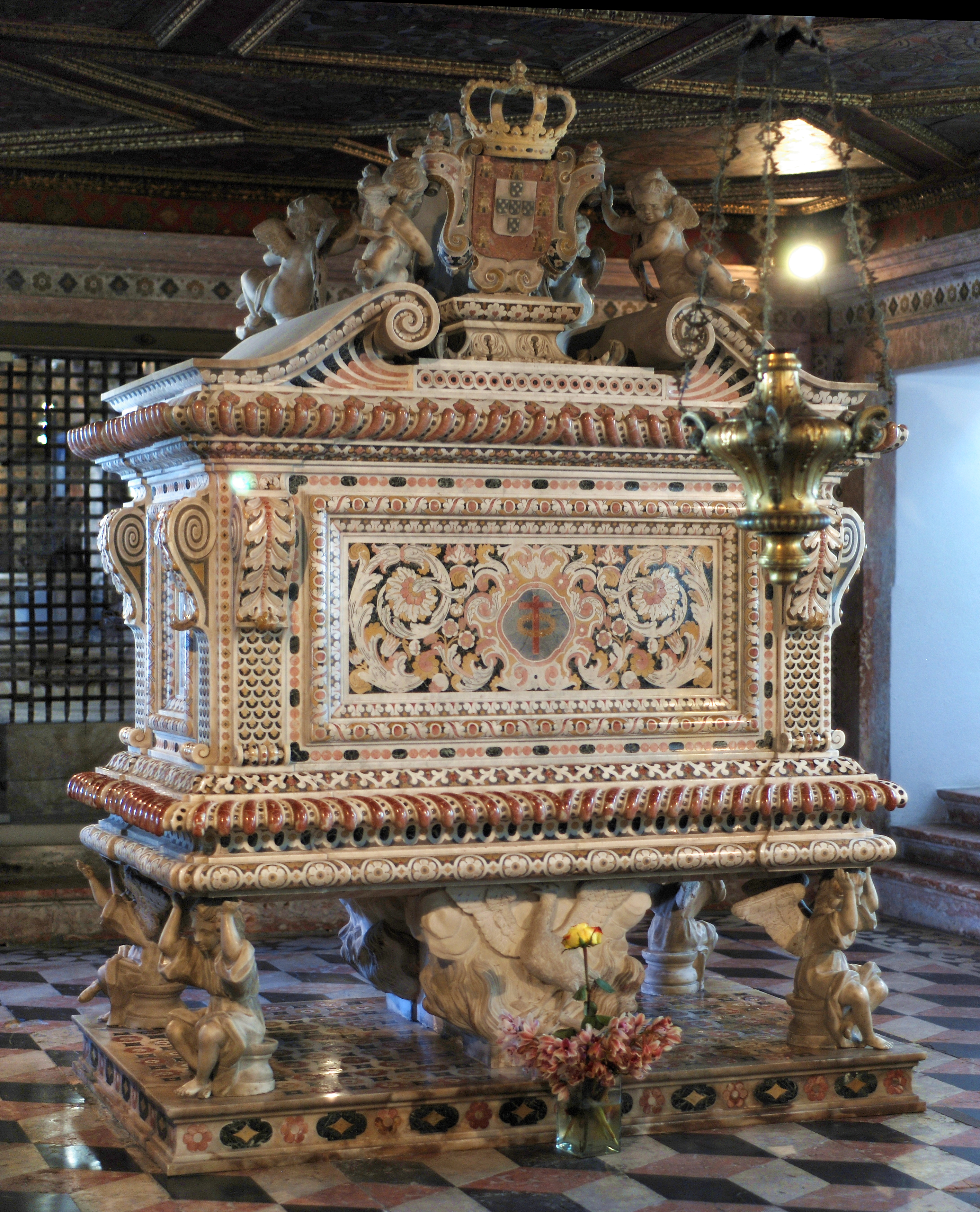
Tombeau de la princesse Jeanne

Il a été le disciple du père Francisco Tinoco da Silva, et fréquenté, en 1683, l'école des Paços da Ribeira de Filippo Terzi.
Il a été nommé Superintendant des Travaux de maçonnerie et de charpenterie, architecte des Ordres militaires (arquitecto das Ordens Militares de Santiago a Espade e São Bento de Avis), en 1697, succédant à Mateus do Couto, mais qu'il avait remplacé dès 1696 à cause de sa maladie. Architecte de la Cour à partir de 1699, des travaux des Paços da Ribeira, après la mort de Francisco Tinoco, et architecte de la Maison de la reine.
Son travail principal est l'église de Santa Engrácia, à Lisbonne sur laquelle il a travaillé à partir de 1690, jusqu'à sa mort, commencée en 1682. C'est un bâtiment en croix grecque, avec des façades courbes typiques de l'architecture baroque de Francesco Borromini.
Antunes était également responsable du projet de l'église Saint-Eloi (Santo Elói), construite après 1694, détruite dans le séisme de Lisbonne, en 1755. Il a peut-être été influencé par l'architecte italien Guarino Guarini, également présent dans d'autres églises du Portugal et du Brésil colonial. Toutes ces églises ont été décorées avec des panneaux de marbre d'influence italienne.
Antunes était l'architecte de l'église de Bom Jesus da Cruz de Barcelos qu'il a commencé en 1704. Le plan de cette église est innovante, avec l'intérieur en croix grecque, rappel de Santa Engrácia, dans un hexagone ayant quatre côtés arrondis. 
Au nord du Portugal, Antunes a rénové la sacristie de la cathédrale de Braga.
João Antunes a également conçu plusieurs retables baroques pour des chapelles privées de la noblesse et des églises comme l'église Saint-Antoine à Lisbonne et à la chapelle Saint-Vincent dans la cathédrale de Lisbonne, détruit pendant le tremblement de terre de Lisbonne, en 1755. 
Les historiens de l'art Reynaldo dos Santos et Matos Sequeira lui ont attribué le plan initial de l'église de l'Enfant-Jésus (igreja de Menino-Deus), à Lisbonne, dont la première pierre a été posée par le roi dom João V, le 4 juillet 1711. Après sa mort, en 1712, la construction a dû être suivie par Ludovice,. Cette église est intéressante car elle a résisté au séisme de 1755.
Les historiens de l'art lui attribuent aussi les plans de l'église de Notre-Seigneur des Barrocas (Igreja do Senhor das Barrocas) bien que sa construction ait été réalisée entre 1722 et 1732, soit plus de dix ans après sa mort, à Aveiro.
Il a réalisé le tombeau de la princesse Jeanne au couvent de Jésus à Aveiro. 
Tous ces travaux ont été réalisés en marbre polychrome traduisant l'influence italienne.